# كريستيان هنريك غلاس
كريستيان هنريك غلاس (بالدنماركية: Christian Henrik Glass)‏ هو عازف بيانو وملحن دنماركي، ولد في 18 مايو 1821 في كوبنهاغن في الدنمارك، وتوفي في 12 أغسطس 1893.